# Ievgueni Bobrov
Ievgueni Grigórievitx Bobrov, rus: Евге́ний Григо́рьевич Бобро́в, (Tver, 2 de març de 1902-Sant Petersburg, 28 de febrer del 1983) va ser un botànic i pteridòleg rus, que també va treballar sobre fòssils.
Junts amb Nikolái Tsveliov (1925-1964) va continuar i completar la publicació de la Flora de Rússia començada per Vladímir Komarov (1869-1945) l'any 1934, tots amb base a Sant Petersburg. Va realitzar més de cent deu identificacions i classificacions de noves espècies, que publicava habitualment a revistes com: Acta Phytotax. Geobot.; Fl. URSS; Bot. Zhurn. S.S.S.R.; Bull. Jard. Bot. Princ. URSS; Bot. Journ., URSS; Sovetsk. Bot.; Bot. Mater. Gerb. Bot. Inst. Komarova Akad. Nauk S.S.S.R.; Spis. Rast. Gerb. Fl. SSSR; Novosti Sist. Vyssh. Rast.; Lesoobraz. Khvoĭnȳe SSSR

## Honors

### Epònims
Espècies
- (Apiaceae) Pimpinella bobrovii (Woronow exSchischk.) I.Axenov & V.N.Tikhom.[3]
- (Fabaceae) Amoria bobrovii (Khalilov) Roskov[4]
- (Fabaceae) Astragalus bobrovii B.Fedtsch. exNevski[5]